# شلومو ملا
شلومو ملا (بالعبرية: שלמה מולה‏), (بالأمهرية: ሰሎሞን ሞላ)‏;
سياسي إسرائيلي الذي شغل منصب عضوا في الكنيست عن حزب كاديما.
وُلد مولا في قرية يهودية صغيرة تضم 40 عائلة في مقاطعة جوندر في إثيوبيا عام 1965 لعائلة مكونة من 9 أشقاء وشقيقتين.

## رحلته إلى إسرائيل
```
حاول الملا إلى الهجرة إلى إسرائيل في عام 1984 على الأقدام، بعد أن تجاهلها من قبل عملية موسى وعملية جوشوا. أنقذته القوات الإسرائيلية في السودان. خلال رحلته في السودان، أطلقت القوات السودانية النار على أحد اليهود الإثيوبيين المسافرين معه وقتل. عند وصوله إلى إسرائيل، تم إرساله إلى مركز استيعاب المهاجرين في تسفات. سوء مع الملاريا لدى وصوله إلى إسرائيل، وقال انه تعلم العبرية في المستشفى. بعد خدمته الوطنية حصل على درجة البكالوريوس في الخدمة الاجتماعية في جامعة بار إيلان في الجيش الإسرائيلي. خلال دراسته شغل منصب الرئيس المشارك لمنظمة الطلاب الإثيوبيين. حصل لاحقًا أيضًا على ليسانس الحقوق من كلية أونو الأكاديمية.
[
بحاجة لمصدر
]
```

في عام 1991، أصبح رئيسًا لمركز استيعاب المهاجرين التابع للوكالة اليهودية في طبريا، وفي عام 1995 تم تعيينه مشرفًا على مراكز الاستيعاب والألبان في الكيبوتسات الشمالية. في عام 1996 أصبح عضوا في لجنة وزارة الصحة لتقديم المشورة بشأن ظروف الحرب، وفي عام 1999 أصبح رئيس القسم الإثيوبي في الوكالة اليهودية. وفي نفس العام فاز الملا المركز الثامن على إسرائيل بعالياه قائمة الصورة ل انتخابات الكنيست، ولكن فاز الحزب ستة مقاعد فقط.
في عام 2006، كان عضوًا في السلطة التنفيذية الصهيونية ورئيس قسم في المنظمة الصهيونية العالمية. قبل انتخابات 2006 كان في المرتبة 33 على قائمة كديما. ومع ذلك، بعد استقالة أفيغدور يتسحاكي في فبراير 2008، أصبح الملا ثاني عضو كنيست من أصل إثيوبي. تم وضعه في المرتبة التاسعة عشرة على قائمة كديما لانتخابات 2009، واحتفظ بمقعده حيث فاز الحزب بـ 28 مقعدًا.
في 2012 ترك حزب كديما لينضم إلى حزب هتنوح الجديد. احتل المركز الثامن على قائمته لانتخابات 2013، وخسر مقعده عندما فاز الحزب بستة مقاعد فقط.
في عام 2015، شجع الإثيوبيين الإسرائيليين على رفض دفع الضرائب أو الخدمة في القوات المسلحة الإسرائيلية للاحتجاج على الأعمال العنصرية ضد الإثيوبيين الإسرائيليين مثل اعتداء الشرطة على ديماس فيكادي. 
الملا متزوج وله ثلاثة أطفال ويقيم في ريشون لتسيون.

## وصلات داخلية
- إثيوبيا